# Drejemotiv
Et drejemotiv er et lille motiv i musik, der så at sige drejer omkring en tone. Herved skal forstås at motivet bevæger sig fra tonen og en stor eller lille sekund enten op eller ned, og så tilbage til tonen. Et typisk og hyppigt forekommende eksempel på dette, er at motivet bevæger sig fra en grundtone til dennes ledetone og så til grundtonen.
| Musik | Spire Denne musikartikel er en spire som bør udbygges. Du er velkommen til at hjælpe Wikipedia ved at udvide den. |